# Малые Ручьи (Красноярский край)
Малые Ручьи — посёлок в Козульском районе Красноярского края России. Входит в состав Жуковского сельсовета.

## География
Находится на правом берегу реки Кемчуг, примерно в 19 км к юго-востоку от районного центра, посёлка Козулька, на высоте 305 метров над уровнем моря.

## История
В 1976 г. Указом Президиума ВС РСФСР поселок детдома переименован в Малые Ручьи.

## Население
| 2010 |
| ---- |
| 123  |

По данным Всероссийской переписи, в 2010 году численность населения посёлка составляла 123 человека (72 мужчины и 51 женщина).